# Stroligut
Stroligut és una revista literària en català. Publicada per Jesús Argentó, recull textos d'autors catalans i d'autors internacionals traduïts al català. Inclou narrativa, no ficció i poesia.
Sorgida el 2018 amb l'objectiu de donar accés a literatura catalana i literatura en català a internet, amb un component estètic destacat. Agafa el seu nom de la revista a homònima dirigida per Pier Paolo Pasolini breument el 1944. La revista de Pasolini va dedicar una antologia a la poesia catalana el 1947.
S'hi poden trobar textos d’escriptors i escriptores com ara bé Anna Murià, Guy de Maupassant, Leonora Carrington, Vladímir Nabókov, Clarice Lispector, Prudenci Bertrana, Dolors Monserdà, Joaquim Ruyra, Colette, Àngel Guimerà, Grace Paley, Charles Baudelaire, Aurèlia Capmanyo Santiago Rusiñol, entre molts d'altres.